# Myxosporella miniata
Myxosporella miniata är en svampart som beskrevs av Sacc. 1881. Myxosporella miniata ingår i släktet Myxosporella, divisionen sporsäcksvampar och riket svampar.   Inga underarter finns listade i Catalogue of Life.